# Grete Stenbæk Jensen
Grete Stenbæk Jensen (født Grete Jørgensen 8. april 1925 i Nørre Bork, død 13. juli 2009 i Ørnhøj) var en dansk forfatter, der blev kendt for sine socialrealistiske romaner med vestjyske småkårsfolk i centrum, siden hun i 1973 fik sit gennembrud med Konen og æggene.

## Priser og legater
- Gyldendals Boglegat (1973)
- Frøken Suhrs Forfatterlegat (1976)
- Dansk litteraturpris for kvinder (Fru Ragna Sidens Fond, 1992)

Hun har desuden modtaget ydelser fra Statens Kunstfond.